# Conopophaga
Conopophaga é um gênero de aves da família Conopophagidae, onde se classificam as oito espécies de cuspidores e chupa-dente. O grupo ocorre na América do Sul e habita zonas de floresta densa, principalmente nas bacias do Amazonas e Orinoco. 
Os chupa-dentes são aves de pequeno porte, com 12 a 18 cm de comprimento. O grupo apresenta forte dimorfismo sexual, sendo os machos muito coloridos, geralmente em tons de vermelho e castanho, e as fêmeas mais discretas. Estas aves alimentam-se de insectos.

## Espécies
- Chupa-dente-comum, Conopophaga lineata
- Chupa-dente-de-cinta, Conopophaga aurita
- Chupa-dente-de-capuz, Conopophaga roberti (nativo do Brasil)
- Chupa-dente-do-peru, Conopophaga peruviana
- Conopophaga ardesiaca
- Conopophaga castaneiceps
- Cuspidor-de-máscara-preta, Conopophaga melanops
- Chupa-dente-grande, Conopophaga melanogaster

- Commons
- Wikispecies